# La boda de los pequeños burgueses
La boda de los pequeños burgueses (título original Die Kleinbürgerhochzeit) es una obra de teatro en un acto del dramaturgo alemán Bertolt Brecht escrita en 1919, se estrenó el 11 de diciembre de 1926 en la Casa de la Ópera Schauspiel de Fráncfort en una puesta en escena de Melchor Vischer.
Brecht escribió La boda con 21 años de edad y se muestra a sí mismo como un seguidor de Karl Valentin. En la obra hay una discreta influencia del teatro épico. El título original de Una boda respetable (Die Kleinbürgerhochzeit) lo puso Brecht después. 

## La trama
La celebración de una boda que evoluciona desde el frenesí ilusionado al más amargo desencanto en una progresiva deconstrucción. La obra utiliza esta ceremonia como medio para realizar una crítica a la ética, la realidad y las contradicciones de la sociedad.
Brecht plantea una denuncia contra la hipocresía social de los transfuga de clase, el pequeño burgués, del proletariado que ha accedido a la clase media con las imposiciones que esto supone y la parte de la estructura en la que están inmersos.
La boda de los pequeños burgueses retrata un momento especial en la vida de un grupo social específico, en el que supuestamente todo va a cambiar y ellos están preparándose para eso, están listos para la transformación, para la redefinición de sus vínculos sociales, pero la realidad los acomete de nuevo hasta llegar a la situación límite que hace surgir irremediablemente la autenticidad de las cosas.

## Sinopsis
El padre de la novia intenta constantemente de contar diferentes historias, la novia está orgullosa de que el novio haya fabricado todos los muebles, el novio está celoso de su amigo. La mujer llena de malicia que busca y se alegra del prejuicio ajeno (del embarazo de la novia, del desastre de los muebles (que se van rompiendo a lo largo de la obra)), el infeliz marido... un conflicto general que acaba en el mayor de los desastres. Discusión de los recién casados y reconciliación riéndose de lo chapucero de la celebración que acaba con el derrumbe de la cama.
En la obra hay un breve diálogo, con comentarios despectivos, sobre otra obra de Brecht, Baal, al parecer con la intención de levantar interés en el espectador sobre ella.

## Personajes
- El padre de la novia.
- La madre del novio.
- La novia.
- Su hermana.
- El novio.
- Su amigo.
- La señora.
- Su marido.
- El joven.

## Adaptaciones teatrales
En 1986, en el Teatro Solís de Montevideo se presentó una versión adaptada de La boda, en una sala donde la escena estaba totalmente rodeada de público, siendo el mismo agasajado por los personajes, lo que lograba una integración. Dirigida por Héctor Manuel Vidal, contó con la actuación de Armando Halty, Nelly Antúnez, Silvia Carmona, Miguel Pinto, Cristina Machado, Martín Artia, Gloria Demassi, Dumas Lerena e Ismael da Fonseca.

## Versiones cinematográficas
- Radio Bremen producida en 1969 por la TV El Kleinbürgerhochzeit. Dirigida por Rainer Wolffhardt.